# 神戸まつり

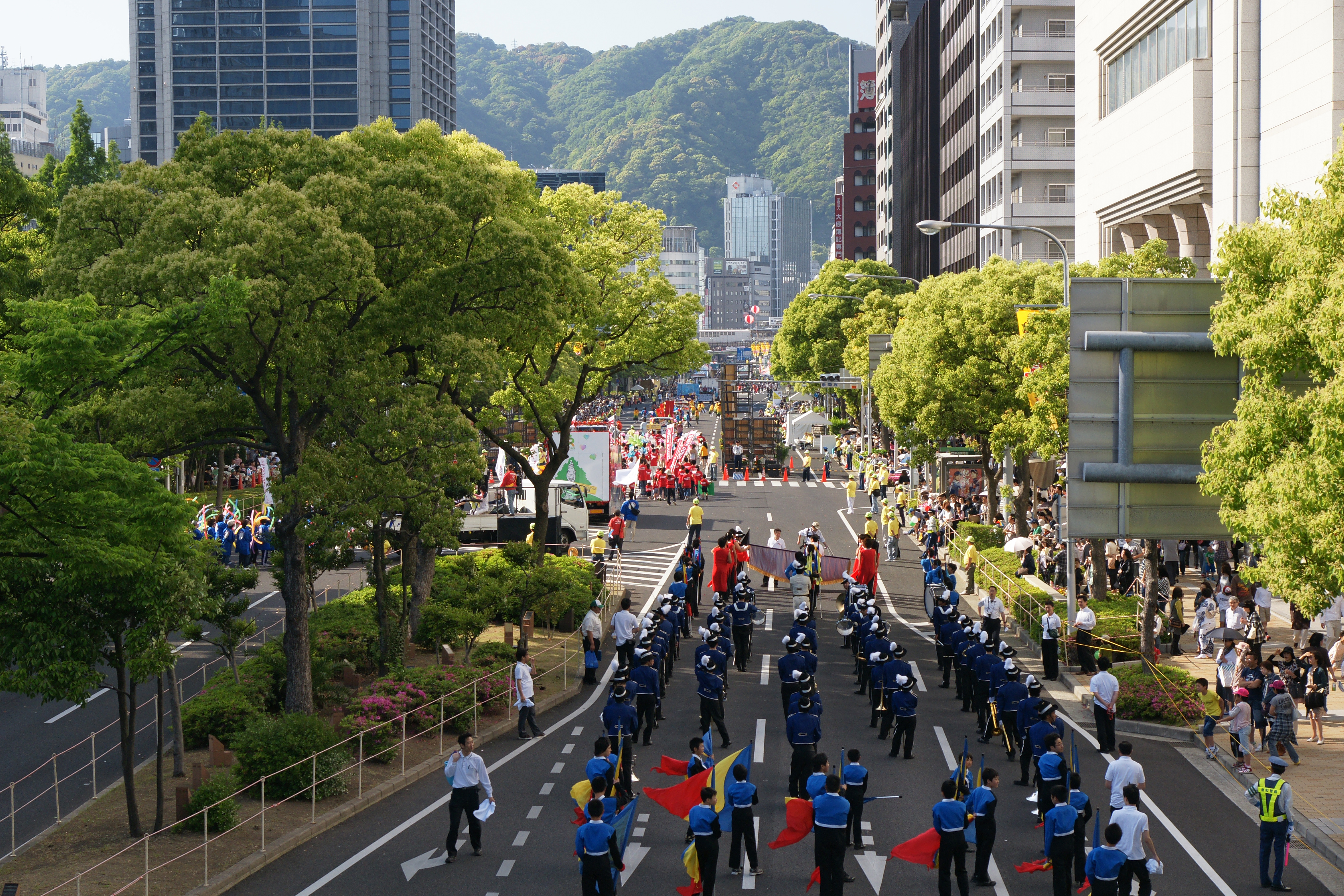
神戸まつりメインフェスティバル

神戸まつり（こうべまつり）とは、神戸市の財政援助団体である神戸市民祭協会が主催し、1971年（昭和46年）に市民参加型の画期的な祭りとして誕生した。兵庫県神戸市の中央区三宮を主会場に、市内各地で実施されている兵庫県最大の祭典である。テーマは「緑と海そして愛」。

## 歴史

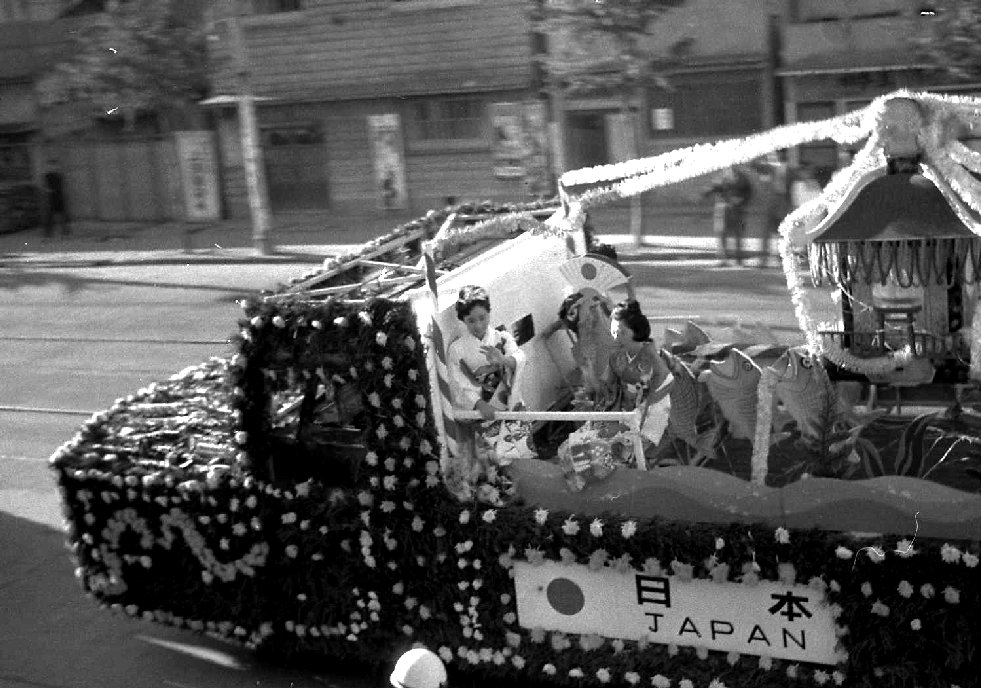
湊川公園前のパレード（1963年頃）

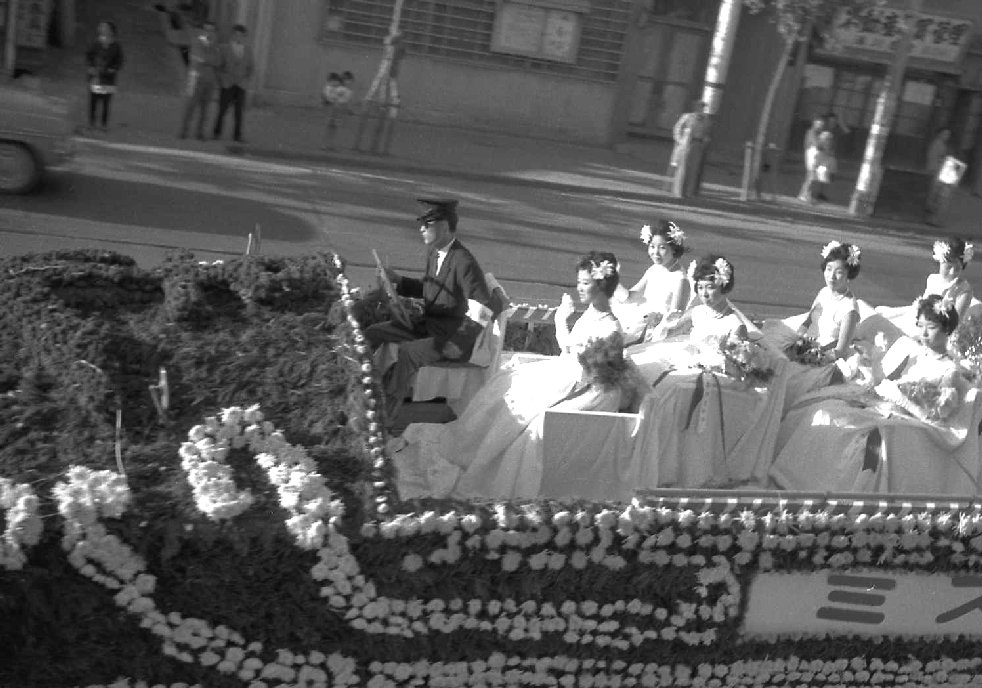
ミス神戸を乗せたトラックの行進（1963年頃）

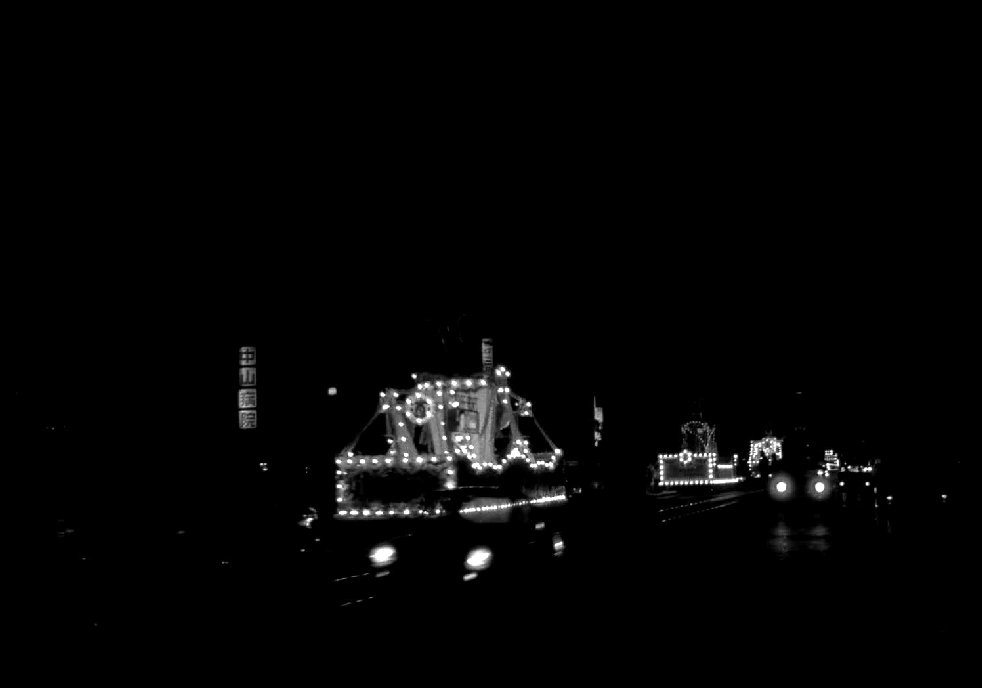
神戸市電（路面電車）を使った花電車（1963年頃）

元来、神戸まつりの前身となるイベントは、戦前の1933年から開催されていた「みなとの祭」や1967年の「神戸港開港100周年記念祭」、並びにその前夜祭の「神戸カーニバル」である。神戸市の姉妹都市からの来賓を招待した式典や市街地でのパレード、みなとの女王のお披露目、神戸市電（路面電車）を使った花電車就航、国際大行進、懐古行列、市内の電飾などがあった。第1回「みなとの祭」が開催された1933年（昭和8年）当時は全国的な不況であり、神戸も例外ではなく、これを払拭するため、おりしも来神中のアメリカのポートランド関係者から同市のローズフェスティバルの話を聞きそれを参考に、当時の市長が市民祭として発案した祭りとされている。いわゆる伝統的な祭りではなく、市民創造型の新タイプの祭りとして始まった。
その後、1971年に交通事情の問題などを理由としてこの2つのイベントを統合した現在の「神戸まつり」が5月中旬の金・土・日曜日の3日間を中心に開催されるようになる。クィーン神戸のお披露目、各行政区における地域祭典、市民団体やマーチングバンド、姉妹都市からの来賓、さらに、サンバ・カーニバルなどによるパレードを開催している。
1995年の阪神・淡路大震災の影響で、同年の第25回開催は中止となる（大会の回次はそのまま残している）。また、この第25回の代替に元町商店街や南京町において、当初の予定とほぼ同時期となる5月20日と21日に「神戸五月まつり」が行われた。これを1995年の神戸まつりとみなすこともある。
1996年以降、7月20日が海の日として祝日になったことから、この日を中心とした開催に移動した。この年は各種企業や団体などから多くの協賛金が集まり、姉妹都市であるリオ・デ・ジャネイロから200名を越すエスコーラ・ジ・サンバの人たちが招聘され、また東京の浅草サンバカーニバルをはじめ全国のお祭りやパレードに出場するサンバチームも招待され、2日間にわたりパフォーマンスを繰り広げた。
2001年まで祇園祭、天神祭とならぶ「京阪神三大夏祭り」として周知させる動きもあったが、2003年から適用されたハッピーマンデー制度により、海の日が7月第3月曜日に移ったことや参加者・観客の根強い要望もあって、2002年から元の5月に回帰して開催を続けている。2005年以降は、日曜日に行われていたパレードが土曜日に変更されたが、2008年には再び日曜日にパレードが実施された。なお、以前に開催されていた7月には2002年から「みなとの祭」の性格を受け継ぐ「Kobe Love Port・みなとまつり」と題したイベントが行われている。
2009年（第39回開催）は市内で新型インフルエンザ（鳥インフルエンザ）の感染者が出た影響により、5月17日のメインフェスティバルの全てのイベント、5月16日の各区のまつりのうち、東灘うはらまつり・六甲ファミリーまつり・ふれあい中央カーニバルは中止となった（市内のその他の区では予定通り開催された）。メインフェスティバル会場である三宮界隈では開催中止を知らせる看板が至る所に掲げられ、開催当日は交通規制により迂回運行となるバスも通常通りの運行となった。
当初、荒天などによる中止の場合でも延期の予定が無かったため、中止が決定した際は第39回としての実施はせず、第25回の時と同様「欠番」扱いの予定だったが、その後「交通規制を敷かない」のを条件にステージ行事だけでも実施する方針となった。しかし5月28日の神戸市長による「ひとまず安心宣言」の中で、中止されたイベントのうちメインフェスティバルを7月19日に同規模で実施されることが発表された。ただし、時期的に日差しの強い日中の時間帯は避けざるを得ず、パレードも夕刻スタートで時間短縮を予定しており、当初参加する予定だった団体にのみ出場の可否を問い、団体数が多い場合は抽選にて決定するとしている。
2020年（第50回開催）は新型コロナウイルスの世界的大流行により2021年に延期されたが、2021年の開催も昨年と同様の理由のため2022年に再度延期となる代わりに、屋外パフォーマンスを中心とした関連行事を行う予定だったが、それも延期となった。
2022年度は、神戸まつり50回大会としては、引き続き1年延期扱いとしつつも、代替えイベントの神戸元気まつりとしてステージイベントを開催した。
2024年は、世界パラ陸上競技選手権大会（パリパラリンピック日本代表選考会兼）が5月に神戸ユニバー記念競技場等神戸市内各所で行われる都合上、1ヶ月繰り上げて4月の大型連休前（メインフェスティバルは4月21日）に行う。
学校週5日制実施まで、神戸市内の市立学校では「神戸まつりによる臨時休校」があった。

## 開催概要
基本的に、オープニング行事、三宮・元町界隈で開催されるメインフェスティバル、市内の各区単位で開催される「各区のまつり」で構成されるが、それに付随した協賛イベントや市民提案型イベントも開催される。また、神戸まつりに関連して「各区のまつり」とは別に地域や町内会単位でのまつりや催しも開催される。
阪神・淡路大震災前は5月第3日曜日を中心に、金曜日にオープニング、土曜日に各区のまつり、日曜日にメインフェスティバルの順で行われていた。震災以降、開催年度によってはメインフェスティバルを土曜日開催にしたり、同一日開催だった区毎のまつりも、各区で独自日程で開催するなどで統一感がなくなってきている。

### メインフェスティバル

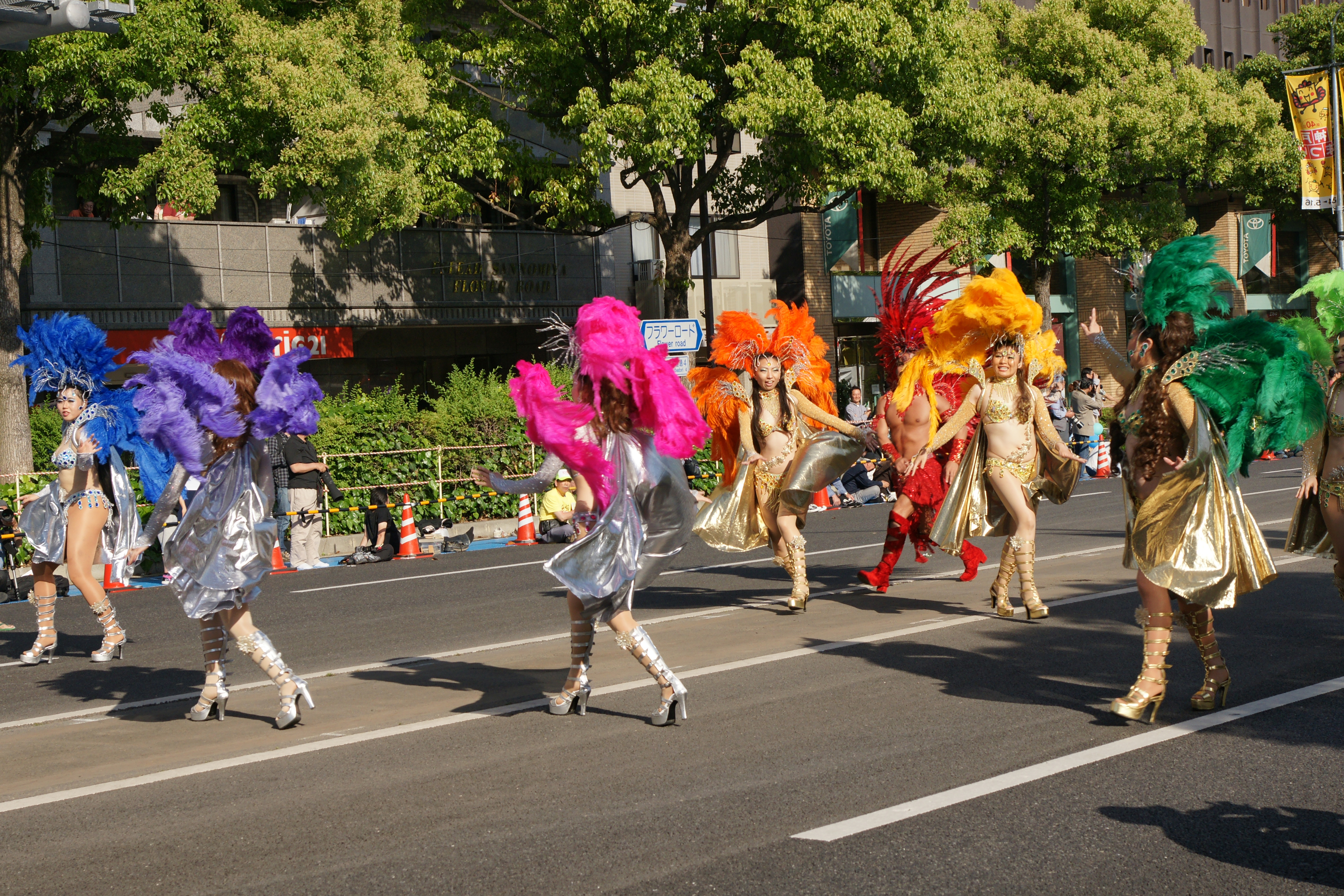
サンバストリート

メインフェスティバルは「おまつりパレード」を中心にマーケットイベントやステージイベントなどが各所で繰り広げられる。なかでも京町筋で行われる「サンバストリート」では神戸サンバチーム等のサンバダンサーの華やかなコスチュームを目当てにカメラを持った多くの観客で賑わう。
おまつりパレードのコースは三宮の東遊園地を起点にフラワーロード・三宮中央通りを経て元町の神戸大丸前が終点となっているが、一時期「元町パレード」と称し、終点である神戸大丸前からこのまま元町商店街に入って西進し西元町駅の旧ホテルシェレナまでパレードするコースもあった。パレードコースであるフラワーロードの中央分離帯はパレード当日に撤去できるよう可動式となっている。
この模様は、毎年サンテレビジョンで当日長時間生中継されている。2009年度は新型インフルエンザ流行に伴う開催中止に伴い映画など代替番組に急遽差し替えられた。（当初放送しないはずだった中央競馬中継も急遽放送された）
2020年度並びに2021年度は開催延期のため『太陽にほえろ!』の再放送などのレギュラー番組を通常通り放送された。
同局が2021年6月中旬に新社屋に移転する関係上と2020年と2021年は一身上の都合で延期だったため結局、現社屋からの生中継は事実上2019年が最後となった。
2024年（第51回）は、開催当日に陸上競技大会『第72回兵庫リレーカーニバル』を生中継したため放送せず、代替として同年5月4日に「おまつりパレード」の模様を中心にしたダイジェスト番組を放送予定。

### 各区のまつり
各区のまつりは、各区の地域性を生かした催しが繰り広げられる。開催場所は、区内の公園か駅前広場などで開催される。
- 東灘区 「東灘うはらまつり」（住吉公園で開催）
- 灘区 「六甲ファミリーまつり」（王子公園内、王子陸上競技場駐車場で開催）
- 中央区 「ふれあい中央カーニバル」（東遊園地で開催）
- 兵庫区 「はっぴいひろば」（湊川公園で開催、以前は読売テレビの協賛でアイドルタレントのミニライブがあった）
- 北区 「きたきたまつり」（開催地は毎年異なる。しあわせの村やフルーツフラワーパークで開催されることもある）
- 長田区 「長田フェスティバル」（2010年以降震災前まで開催されていた若松公園で開催。震災後から2009年までは新長田駅前広場で開催）
- 須磨区 「須磨音楽の森」（須磨離宮公園で開催、開催日は入場料が無料となる。神戸まつりでは唯一、花火のイベントがある）
- 垂水区 「たるみっこまつり」（マリンピア神戸で開催）
- 西区 「みどりと太陽のまつり」（西神中央駅プレンティ広場で開催）

## 神戸まつり音頭
神戸まつり音頭は、神戸まつりの期間中に市内各会場や地域・町内会単位のまつりや催しで聞くことのできる、ご当地ソングである。作詞：井上美恵子、補作詞：神戸市民祭協会、作曲：中村茂隆。
1972年の第2回神戸まつりから使われている。同時期に、神戸まつり音頭とは別のテーマソングとして「ラッパラララ神戸」も制作された。
神戸まつり音頭は、ザ・シャデラックスや渡辺昭山（民謡歌手）の録音によりレコード・CD化されている。
神戸まつり音頭とは別に「神戸音頭」というのも存在する。

## 神戸まつり事件
1976年5月15日に発生した、暴走族が群衆を巻き込んで引き起こされた暴動。1974年頃から暴走族が集まるようになったことを問題視した主催者は、1976年のまつりでは午後5時にイベントを終了させることとしたが、暴走族見物を目当てにした群衆がそのまま居残った。午後9時ころまでに群衆は1万人ほどに膨れ上がったことから、兵庫県警察はフラワーロード一帯を閉鎖、しかし徐々に群衆が暴徒化してタクシーを含む多数の自動車が横転された上、放火された。また、暴徒を取材していた神戸新聞のカメラマン1人が写真撮影中に暴行を受けて死亡、警察官を含む21人が負傷し、暴走族8人が逮捕されるなどの惨事となった。